# Сфагнум центральний
Сфагнум центральний (Sphagnum centrale) — вид мохів порядку торфовикальних (Sphagnales).

## Поширення
Батьківщиною є Європа, Макаронезія, Північна Америка, Азія, Нова Зеландія.
Росте в лісових болотах на більших висотах або в проміжних болотах.

## Характеристика
Це сфагновий мох середнього розміру, схильний утворювати нещільні килимки. Головки частіше зустрічаються у вільнорослих форм. Загалом рослини ніколи не бувають насичено-зеленими, а блідими. У форм, що ростуть у тіні, можна побачити блідо-зелений відтінок забарвлення, тоді як у форм, що ростуть вільно, з’являється бліде, але іноді також сильне жовтувате забарвлення. Іноді також з’являється злегка рожевий колір. Стовбур від світло-коричневого до бурого кольору. Його епідерміс забезпечений міцними, чітко помітними спіральними волокнами. Стеблові листки виростають до 1,2–2,2 × 0,8–1 мм і можуть бути волокнистими. Вид має довгі звужені гілки, забезпечені листочками, які стирчать і розташовані як черепиця. Стебельця гілок часто мають великі круглі пори на поверхні. Листки гілок яйцеподібної форми волокнисті і досягають розмірів до 1,7×1,5 мм.
Вид дводомний. Спорові коробочки дозрівають наприкінці літа. Спори мають розмір від 23 до 30 мкм; поверхня злегка шорстка до гладкої.